# Андреа Мантења
Андреа Мантења (итал. Andrea Mantegna; околина Виченце, 1431 — Мантова, 1506) је италијански сликар ренесансе и гравер.
Као и други уметници тог времена, Мантења је експериментисао са перспективом, нпр. спуштањем хоризонта како би се створио осећај веће монументалности. Његови кремасти, метални пејзажи и донекле камене фигуре сведоче о суштински скулптуралном приступу сликарству. Водио је и радионицу која је била водећи произвођач графика у Венецији пре 1500. године.

## Биографија
Рођен је у породици сиромашног дрвосече. Као младић дошао је у Падову где је ступио у школу Франческа Скварчона златара и антиквара, археолога аматера. Франческо Скварчоне га је усвојио 1441. године. Скварчоне је око себе окупио велики број младих сликара којима је сем сликарских знања преносио и љубав према археологији и антиквитетима. Са 17 година Мантења је на суду добио независност од Скварчона и од тада је радио као самостални уметник. Оженио се 1453.
Андреа Мантења је у Падови упознао историју (посебно старог Рима), филозовске науке, а показао је и интерес за теорију уметности. Такође у Падови је имао прилику да се упозна са Донателовим скулптурама којих је било неколико у граду. У Падови се прославио фрескама у цркви Еремитани које су уништене у Другом светском рату.
Мантењина уметност се посебно развила када је 1460. године ступио у службу војводе од Мантове - Гонзаге, где је постао његов дворски сликар.
Андреа Мантења је преминуо 13. септембра 1506. године у Мантови.

### Младост и образовање
Мантења је рођен у Изоли ди Картуро, Млетачка република близу Падове (данас Италија), као други син столара, Бјађа. У једанаестој години постао је шегрт падовског сликара Франческа Скварчона. Скварчоне, чија је првобитна професија била кројење, изгледа да је имао изванредан ентузијазам за древну уметност и способност глуме. Попут његовог чувеног сународника Петрарке, Скварчоне је био ентузијаста старог Рима: путовао је у Италији, а можда и кроз Грчку, сакупљајући античке статуе, рељефе, вазе итд. Сам је израђивао цртеже тих дела, а затим их је у својој колекцији стављао на располагање другима да их изучавају. Све то време наставио је са радовима по наруџби, чему су у знатној мери допринели и његови ученици.
Кроз Скварчонову школу, која је основана око 1440. године и која се прославила широм Италије, прошло је чак 137 сликара и сликовних ученика. Падова је привукла уметнике не само из Венета већ и из Тоскане, као што су Паоло Учело, Филипо Липи и Донатело; Мантењина рана каријера била је обликована утисцима из фирентинских дела. У то време се говорило да је Мантења био омиљени ученик Скварчона, који га је учио латинском и упућивао да да проучава фрагменте римске скулптуре. Учитељ је такође преферирао принудну перспективу, сећање на коју може да објасни неке касније Мантењеве иновације. Међутим, у седамнаестој години Мантења је напустио Скварчонову радионицу. Касније је тврдио да је Скварчоне профитирао од његовог рада без довољне надокнаде.
Прво дело Мантење, које је сада изгубљено, било је олтарна слика цркве Санта Софија 1448. Исте године позван је, заједно са Николом Пизолом, ради са великом групом сликара којима је поверено уређење капеле Оветари у трансепту цркве Еремитани. Вероватно је, међутим, да су пре овог времена неки Скварчонови ученици, укључујући Мантењу, већ започели серију фресака у капели С. Кристофоро, у цркви Сент Агостино дегли Еремитани, које се данас сматрају ремек-делом. После низа случајности, Мантења је већину дела завршио сам, мада је Ансуино, који је сарађивао са Мантењом у капели Оветари, свој стил донео из школе сликања у Форлију. Сада критични Скварчоне је говорио о ранијим делима ове серије, илуструјући живот светог Јакова; он је тврдио да су фигуре попут људи направљених од камена и да је требало да биту обојени у боји камена.
Скица за фреску Светог Стефана је преживела и најранија је позната прелиминарна скица која је још увек преживела ради поређења са одговарајућом фреском. Цртеж пружа доказ да су наге фигуре - које су касније сликане као одевене - кориштене у концепцији дела током ране ренесансе. У прелиминарној скици, перспектива је мање развијена и ближа просечном гледишту. Упркос аутентичном класичном изгледу споменика, он није копија ниједне познате римске структуре. Мантења је такође усвојио влажне узорке застора Римљана, који су облик преузели из грчког проналаска, за одећу својих фигура, иако напете фигуре и интеракције потичу од Донатела.
Међу осталим раним Мантењевим фрескама су двојица светаца над улазним тремом цркве Сент Антонио у Падови, 1452. године, и олтарска слика Св. Луке из 1453. године, са светим Луком и другим светитељима, за цркву С. Ђустина и сада у галерији Брера у Милану. Како је млади уметник напредовао у свом раду, дошао је под утицај Јакопа Белинија, оца прослављених сликара Ђованија Белинија и Ђентилија Белинија, и упознао је његову ћерку Николосију. Јакопо је 1453. пристао на брак између Николосије и Мантење.

## Дела
Осим сакралних композиција (Калварија; Смрт Мајке Божје; Оплакивање Христа), радио је историјске композиције (циклус слика Цезаров тријумф).
Његово проучавање перспективе довело га је до врхунца у његовом делу Оплакивање Христа, где је Христ приказан у сјајном скраћењу с ногама у првом плану. Христ је приказан као било који човек, мртвачке боје са светим ранама и прекривен мртвачким покровом. Ликови који се уплакани јављају с леве стране су ту само да употпуне простор. Сва се слика центрира на том јадном испаћеном телу у скраћењу.
На слици Свети Себастијан опет измучено тело привезано за антички стуб, чиме се опет истиче веза с антиком и употпуњава перспектива пејзажа у позадини. Тело је мучки зеленкасто, и све је некаквог зеленкасто-жућкастог сјаја; иначе су Мантењине боје тмурне и тамне (чак и небо).
Традиционална мученичка тема Светог Јакова воде на погубљење је одрађена на ренесансно модеран начин; овде је Мантења генијално отишао даље од стављања теме у други план (као код Пјера дела Франческа). Св. Јаков се и не види од силне масе људи и војника, а изразитом “жабљом перспективом” се истиче архитектура у позадини изнад догађања.
У северној Италији био је један од првих бакрорезаца библијских и митолошких призора (Полагање Христа у гроб; Борба морских божанстава).
Снажно је утицао на италијанске и немачке сликаре (Ђовани Белини, Албрехт Дирер и др.).

## Гравуре
Мантења није био ништа мање еминентан као гравер, мада је његова историја у том погледу помало нејасна, делимично и због тога што никада није потписао нити датирао ниједну своју плочу, већ изузев једаног спорног примерка из 1472. године. Извештај који је до нас дошао од Вазарија (који је, као и обично, желео да устврди да све потиче из Фиренце) је да је Мантења почео да гравира у Риму, подстакнут гравурама које је произвео фирентински Бачио Балдини по Сандру Ботичелију. Ово се сада сматра веома мало вероватним, јер би поставило све бројне и сложене Мантењеве гравуре у последњих шеснаест или седамнаест година његовог живота, што се чини кратким периодом за тако велики опус. Поред тога, раније гравуре одражавају ранији период његовог уметничког стила. Могуће је да је Мантења можда почео да гравира још док је био у Падови, под водством угледног златара Никола. Он и његова радионица изгравирали су тридесетак плоча, према уобичајеном рачунању; великих, пуних фигура, које су високо проучене. Сада се сматра или да је он сам произвео само седам гравура, или ниједну. Још један уметник из радионице који је направио неколико плоча обично се идентификује као Ђовани Антонио да Бреша (звани Зоан Андреја).
Међу главним примерима су: Битка са морским чудовиштима, Богородица са дететом, Бачански фестивал, Херкулес и Антеј, Морски богови, Јудита са главом Холоферне, Полагање са крста, Покопавање, Васкрсење, Човек туге, Богородица у пећини и неколико сцена из Тријумфа Јулија Цезара на бази његових слика. Неколико његових гравура се сматра да су изведене на неком металу мање тврдом од бакра. Саму технику и његове следбенике карактеришу снажно обележени облици дизајна и паралелно шрафирање које се користи за стварање сенки. Што су паралелне ознаке биле ближе, сенке су биле тамније. Отисци се често могу наћи у два стања или издања. У првом су отисци произведени ваљком или чак ручним притиском и слабе су боје; у другом је коришћена штампарија, и мастило је јаче.
Ни за Мантењу ни за његову радионицу се сада не верује да су произвели такозване карте Мантења Тарочи.

## Процена и наслеђе
Ђорђо Вазари хвали Мантењу, иако је истакао његов парнични карактер. Он је био наклоњен својим ученицима у Падови: и са двојицом од њих, Дариом да Тревиђием и Марком Зопом, одржао је стална пријатељства. Мантења је постао веома скуп у погледу својих навика, понекад је западао у финансијске потешкоће и морао је да поставља своје ваљане финанскијске захтеве маркизу.
У погледу класичног укуса, Мантења се дистанцирао од све конкуренције тог времена. Иако је у великој мери повезан са 15. веком, његов утицај на стил и трендове његовог доба био је веома изражен у италијанској уметности уопште. Ђовани Белини је у својим ранијим радовима очигледно следио вођство свог шурака Андреа. Албрехт Дирер је био под утицајем Мантењевог стила током своја два путовања у Италију, при чему је репродуковао неколико његових гравура. Леонардо да Винчи преузео је од Мантења употребу украса са фестонима и воћем.
Мантењевим главним наслеђем се сматра је увођење просторног илузионизма, како на фрескама, тако и на сликама сакра конверзационе: његова традиција украшавања плафона праћена је скоро три века. Полазећи од бледе куполе Камера дегли Споси, Коређо се надовезао на истраживање свог учитеља и сарадника у перспективним конструкцијама, дајући на крају ремек-дело попут куполе Катедрале у Парми.

## Стваралаштво
Најпознатија дела су му:
- "Битка морских божанстава"
- "Мртав Христос"
- "Тријумф Цезара"
- "Свети Себастијан"
- "Увођење Христа у храм"
- "Света породица"
- Портрет Карла Медичија
- "Свети Ђорђе"
- "Портрет човека"